# Júpiter LV
Júpiter LV (designació provisional S/2003 J 18) és un petit satèl·lit irregular retrògrad de  Júpiter. Va ser descobert per un equip d'astrònoms de la Universitat de Hawaii dirigits per Scott S. Sheppard l'any 2003.

## Característiques físiques
S/2003 J 3 és un petit satèl·lit de prop de 2 quilòmetres de diàmetre, orbita al voltant de Júpiter a una distància mitjana de 19,813 milions de km en 569,728 dies terrestres, amb una inclinació de 147° de l'eclíptica. La seva òrbita és retrògrada amb una excentricitat de 0,1570.
S/2003 J 3 podria pertànyer al grup d'Ananké, un grup de satèl·lits que orbiten de forma retrògrada al voltant de Júpiter sobre el semieix major comprès entre els 19300000 i els 22700000 km, les inclinacions de 45.7° a 154.8° amb relació a l'equador de Júpiter i excentricitats entre 0.02 i 0.28.

## Denominació
S/2003 J 18 fou descobert per l'equip de Shepard el 6 de febrer de 2003 i la descoberta fou anunciada el 4 de març del mateix any. Com que la seva òrbita no ha estat confirmada, encara conserva la seva designació provisional que indica que fou el divuitè satèl·lit descobert al voltant de Júpiter l'any 2003.